# Бёюк-Кенгерли
Бёюк-Кенгерли (азерб. Böyük Kəngərli) — село в Кюрдамирском районе Азербайджана.

## Топонимика
Название — этнотопоним. Происходит от слова «böyük» (большой) и названия азербайджанского племени Кенгерли.

## География
Расположено на Ширванской равнине, на берегy Верхнe-Ширванского канала.

## Экономика
Основными занятиями населения являются сельское хозяйство, скотоводство и животноводство.